# Löwenbräu

Gesuch des Georg Brey an den bayerischen König, Ale brauen zu dürfen

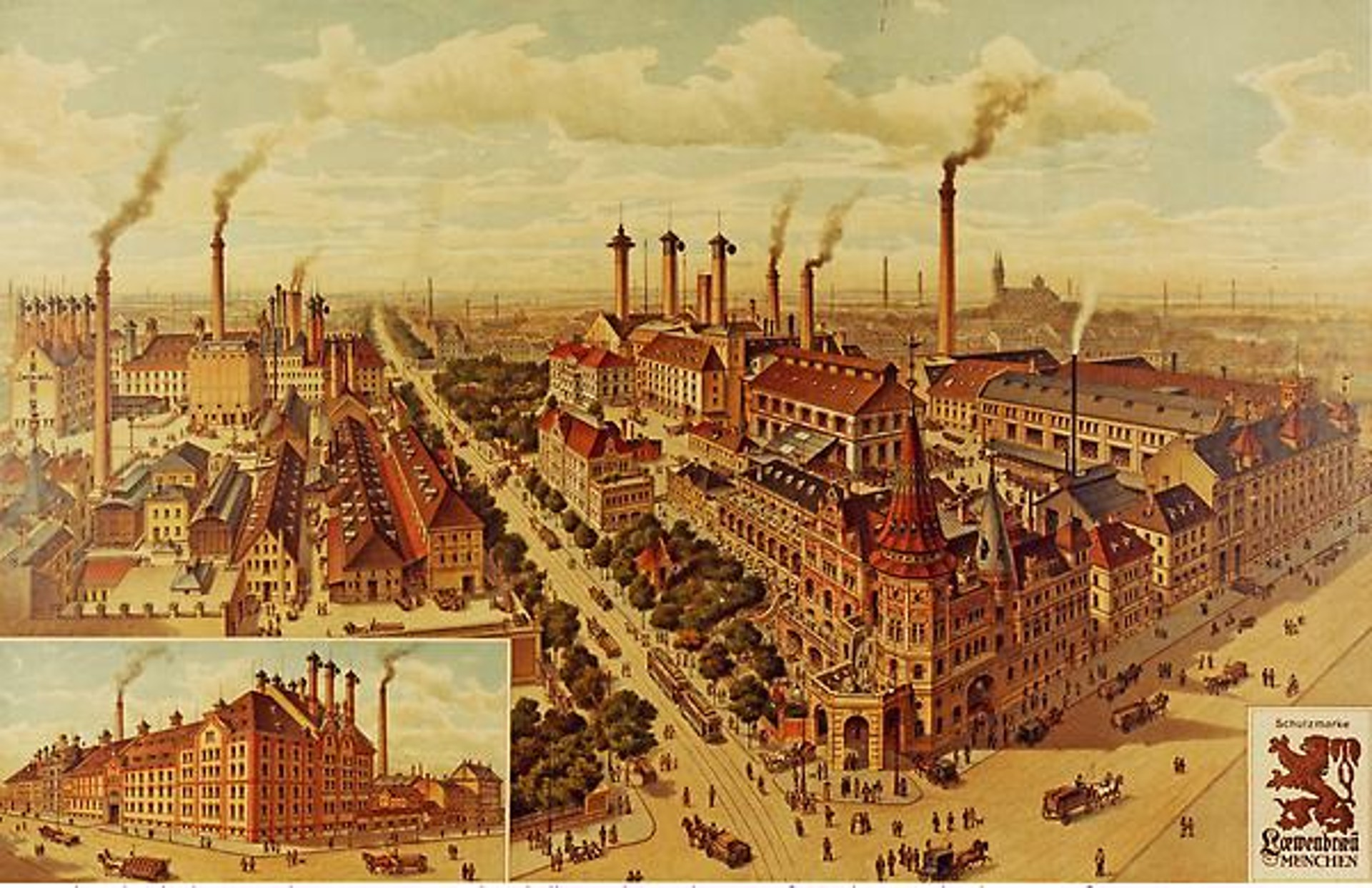
Gesamtansicht von Löwenbräu aus der Gründungszeit der Aktiengesellschaft 1891

Die Löwenbräu Aktiengesellschaft ist eine Brauerei in München. Seit 1997 gehört sie gemeinsam mit Spatenbräu der Spaten-Löwenbräu-Gruppe an, die wiederum zur Anheuser-Busch-InBev-Gruppe gehört.

## Geschichte

### Kontroverse zum Gründungsdatum
Lange Zeit wurde als Gründungsdatum 1383 angegeben. Diese Angabe kann heute als falsch angesehen werden. Ein möglicher Vorgänger wurde erstmals 1524 erwähnt. In diesem Jahr wurde Jörg Schnaitter, pierprew auf dem Anwesen in der Löwengrube 17 genannt. Der Name Löwenbräu hingegen wurde erst 1746 erstmals im Biersudverzeichnis von München erwähnt.

### Seit dem 17. Jahrhundert
Der Löwe im Namen stammt von einem Fresko „Daniel in der Löwengrube“ im genannten Brauhaus aus dem 17. Jahrhundert. 1818 kaufte der aus bäuerlichen Verhältnissen stammende Brauer Georg Brey die Löwenbrauerei. Unter seiner Leitung begann der wirtschaftliche Aufstieg. 1826 wurde der Braubetrieb am neuerworbenen Gelände an der Nymphenburger Straße aufgenommen. 1848 erhielt die Brauerei die Erlaubnis, Bockbier zu brauen. 1851 war die Verlegung des Braubetriebs auf das Gelände an der Nymphenburger Straße abgeschlossen. Im Mai 1857 meldet die Zeitung Innsbrucker Nachrichten: „München zählt 23 Brauer, von welchen der Löwenbräu am Meisten, nämlich 62.100 Eimer Sommerbier gebraut hat.“ 1862 lag die Quantität des Sommerbiers schon bei 118.200 Eimern. 1863 war die Löwenbrauerei erstmals größte Brauerei Münchens mit einem Viertel des gesamten Bierausstoßes der Stadt.
1872 wurde Löwenbräu von der Familie Brey verkauft; die Brauerei wurde in eine Aktiengesellschaft umgewandelt und nannte sich fortan „Aktienbrauerei zum Löwenbräu“. Ludwig Brey erwarb als Brauer und Eigentümer der Aktienbrauerei zum Löwenbräu die Nachbaranwesen vom „Bierwirt“ Nikolaus Naßl und baute 1882/83 den Löwenbräukeller nach den Plänen von Professor Albert Schmidt. Die feierliche Eröffnung des Löwenbräukellers war am 14. Juni 1883. 1886 wurde der Löwe als Markenzeichen registriert.

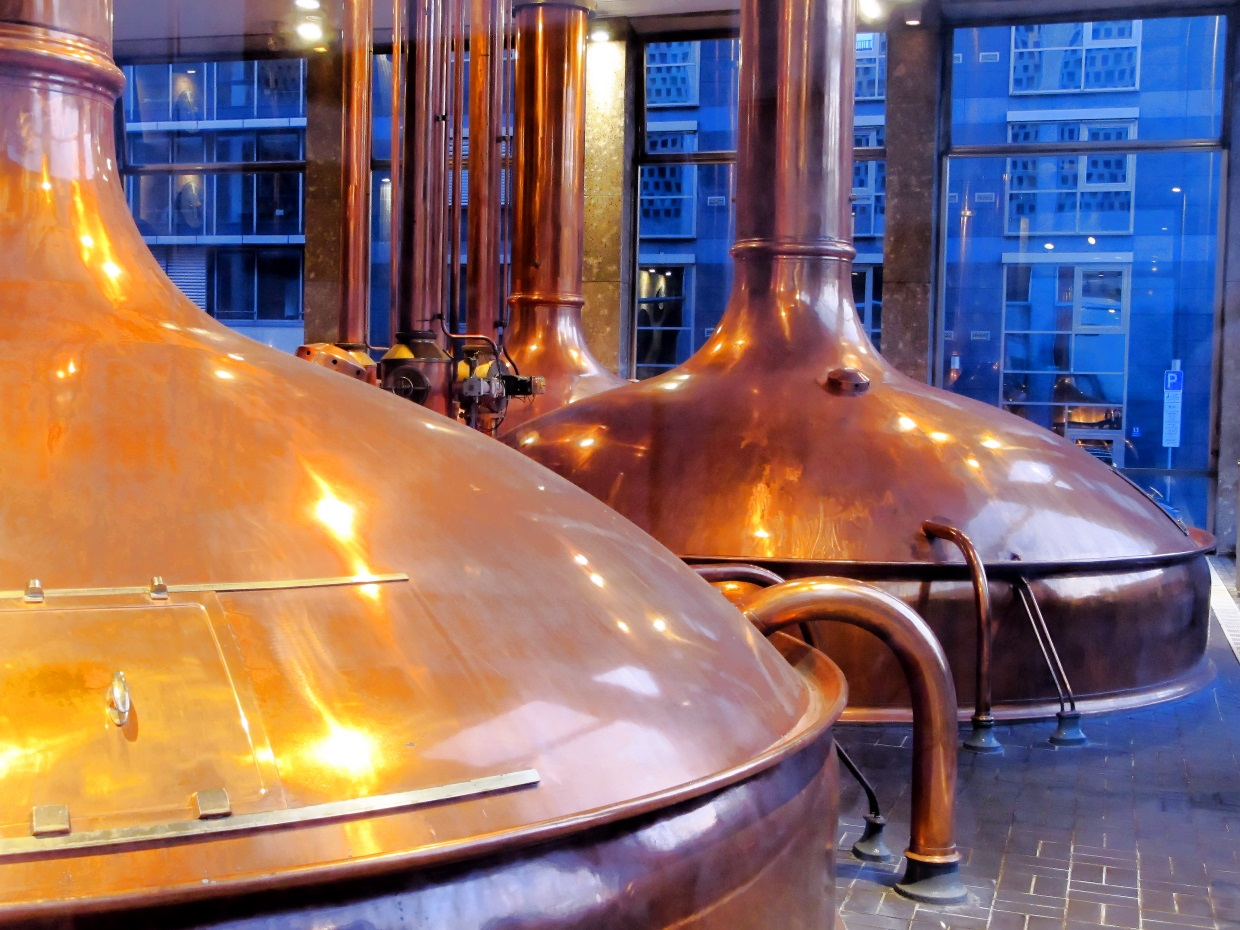
Sudkessel des Löwenbräu

In Frankreich kam um 1880 Protektionismus in Form von Steuer/Zollerschwernis für Importbier auf, der sogar 1886 zu geschäftsschädigenden Unterstellungen über verbotene Bierzusätze in Zeitungsartikeln aus Frankreich und Belgien führte. Münchener Brauereien wiesen diese Vorwürfe entschieden zurück.
Die internationale Expansion der Löwenbrauerei begann bereits im späten 19. Jahrhundert und bekam nach
1900 durch neue Technologien einen enormen Schub bekam: Kühltechniken, verbesserte Transportmöglichkeiten und die Etablierung des Flaschenbieres führten dazu, dass die Löwenbrauerei nach der Jahrhundertwende in zeitweise bis zu 150 Länder exportierte und außerdem eigene Ausschankbetriebe besaß.
Zur Teilnahme an der Pariser Weltausstellung von 1900, bei der Löwenbräu-Bier einen Grand Prix gewann, werden im Ausstellungskatalog von der damals größten deutschen Brauerei folgende Verkaufszahlen genannt:
| Jahr      | Hektoliter                             |
| --------- | -------------------------------------- |
| 1873/1874 | 196.764                                |
| 1879/1880 | 204.808                                |
| 1884/1885 | 236.750                                |
| 1889/1890 | 501.777 (!)                            |
| 1894/1895 | 523.254                                |
| 1897/1898 | 553.659                                |
| 1898/1899 | 594.202                                |
| ..        | ..                                     |
| 1911/1912 | 850.000 (lt. Haus der Bay. Geschichte) |

### Löwenbräu im 20. Jahrhundert

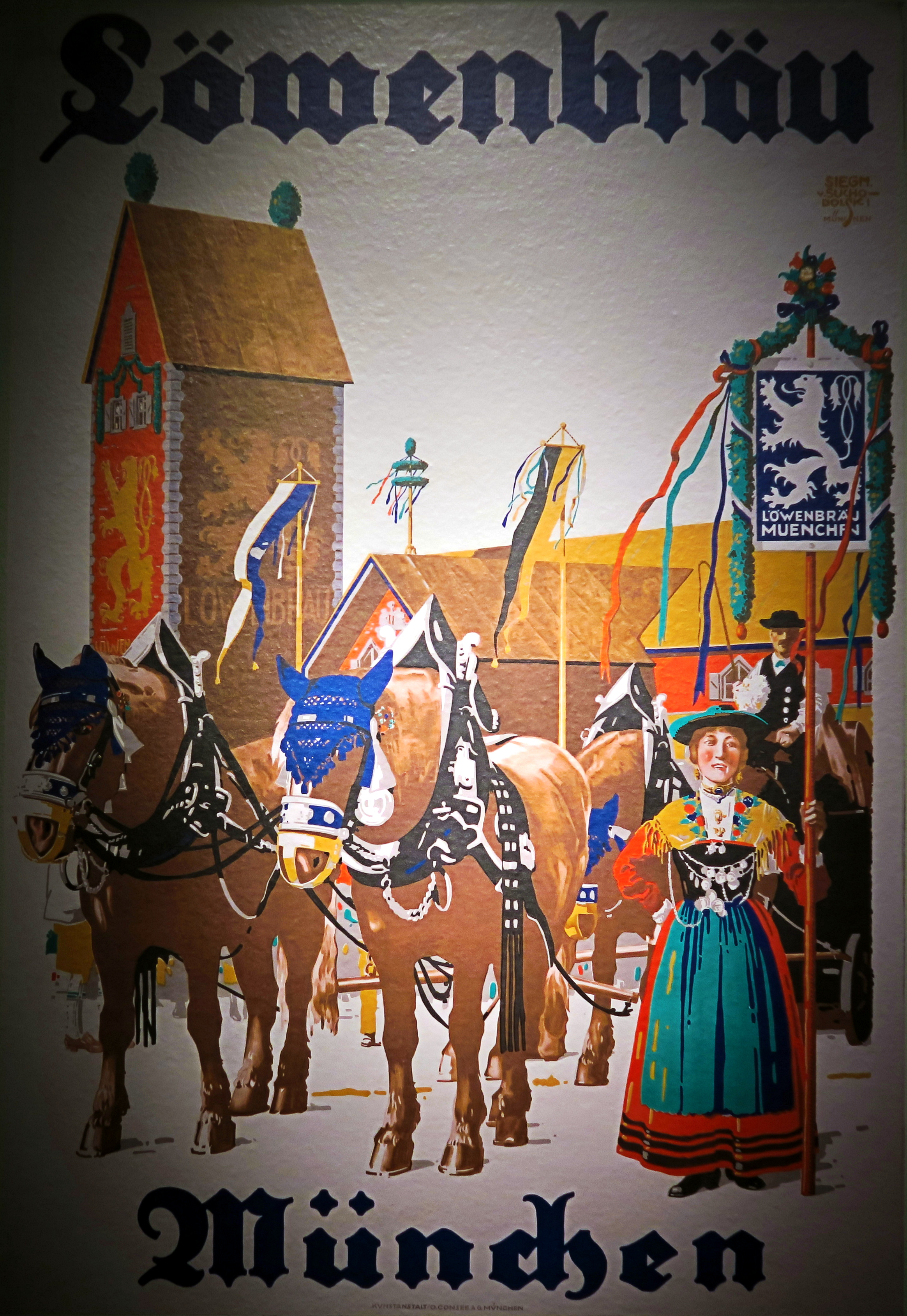
Plakat von Siegmund von Suchodolski um 1925

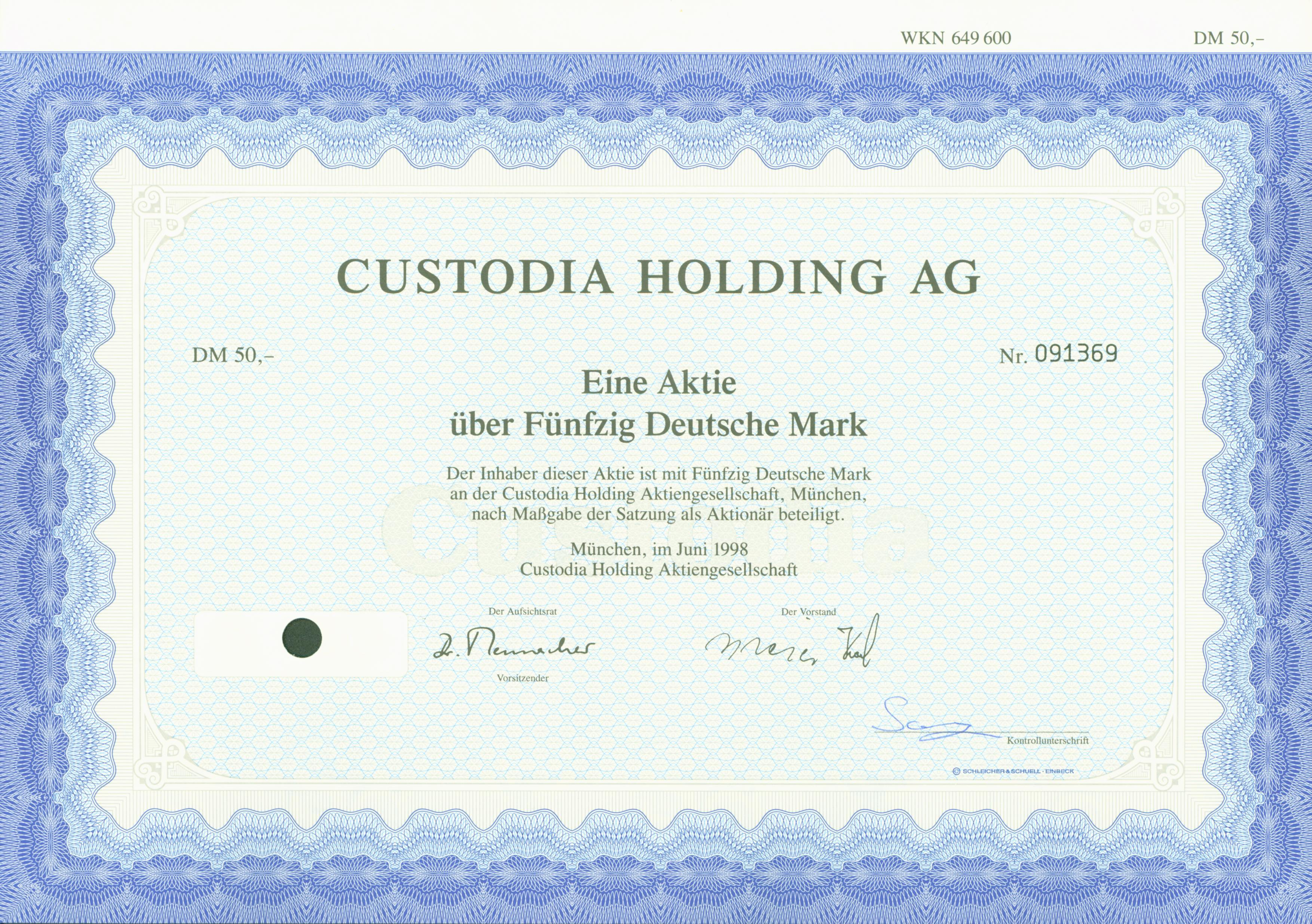
Aktie über 50 DM der Custodia Holding AG vom Juni 1998

Um die Jahrhundertwende war Löwenbräu die größte Brauerei in Deutschland, allerdings stark exportabhängig. 1921 fusionierte die Brauerei mit der Unionsbrauerei Schülein & Cie. Joseph Schülein wurde Mitglied des Aufsichtsrates der Brauerei. Am 28. Dezember 1921 fusionierte rückwirkend zum 1. September 1920 die Münchner Bürgerbräu AG mit der Löwenbräu AG. Zahlreiche weitere Immobilien gelangten in den Besitz der Brauerei, unter anderem der Bürgerbräukeller. Auch der Aufsichtsrat der AG wurde erweitert, Wilhelm von Finck wurde Mitglied. 1927 wurde erstmals Weißbier gebraut. Ein Jahr später konnte erstmals eine Produktion von mehr als einer Million Hektoliter Bier pro Jahr erreicht werden. Die jüdische Familie Schülein, der ein Großteil der Brauerei gehörte, musste vor der nationalsozialistischen Verfolgung 1936 in die USA flüchten. 1942 erfolgte die Umbenennung in „Löwenbräu“. Nach dem Krieg konnte mit den Erben der Familie Schülein in den USA eine Einigung erzielt werden, die den Fortbestand der Brauerei sicherte. 1948 begann die Brauerei wieder, Bier zu exportieren – zuerst in die Schweiz. Ab 1952 wurde Löwenbräu auch in Leichtmetalldosen abgefüllt.
Aufgrund ihrer guten Marktposition in München und Oberbayern und des großen Immobilienbestandes zur Finanzierung gelang es dem Unternehmen, wieder weltweit bekannt zu werden. Löwenbräu wurde vor allem in Nordamerika wieder zum Inbegriff für Münchner Bier. Beispiele hierfür waren das Engagement auf der Hannover Messe und der Expo 67 in Montreal. Nach und nach sicherte sich August von Finck über die Agricola Verwaltungsgesellschaft KG etwa 90 % des Grundkapitals der Brauerei, die damals als größter privater Grundstückseigentümer in München galt.
Mit Wirkung zum 30. September 1982 wurden die nicht-betriebsnotwendigen Immobilien, die in der Tochtergesellschaft Monachia Immobilien GmbH & Co. zusammengefasst waren, in die neu gegründete Monachia Immobilien AG eingebracht und die Aktien den Aktionären der Löwenbräu AG zum kostenlosen Bezug angeboten. Die Agricola verkaufte ihr Aktienpaket an der Monachia für 260 Millionen DM an die Allianz SE und die Hochtief. Der gesamte betrieblich genutzte Grundbesitz mit bekannten Großgaststätten wie Mathäser-Bierstadt, Löwenbräukeller, Drei Rosen oder Franziskaner verblieb im Eigentum der Brauerei. 1992 wurde die Brauerei in eine Holding überführt. Dabei entstanden getrennte Gesellschaften für die Produktion und den Vertrieb von Bier, für die Nutzung von Grundbesitz und Immobilien sowie für die Produktion und den Vertrieb von Mineralwasser. 1994 wurden den Altaktionären der Holding neue Aktien der Gesellschaften Löwenbräu AG Co. (Brauerei), Nymphenburger Immobilien AG (Immobilien) und Staatliche Mineralbrunnen GmbH angeboten. Die Holding-Gesellschaft wurde 1995 von Löwenbräu Holding AG in Custodia Holding AG umfirmiert. Die Custodia AG ist auch der eigentliche Rechtsnachfolger der ursprünglichen Löwenbräu AG vor der Aufspaltung der Unternehmensteile.

### Seit der Fusion mit Spaten-Franziskaner
Der Braubetrieb der „alten AG“ selbst gehörte seit 1997, nach der Aufspaltung des Unternehmens durch August von Finck jr., zusammen mit dem Spaten-Franziskaner-Bräu zur Spaten-Löwenbräu-Gruppe. Jobst Kayser-Eichberg hielt bis 2003 die Mehrheit an der Spaten-Löwenbräu-Gruppe.
Die Spaten-Löwenbräu-Gruppe ist wiederum im Jahr 2003 von der belgischen Interbrew-Gruppe übernommen worden. Bei der Übernahme 2003 wurden alle noch verbliebenen Spaten-Immobilien aus der Gruppe herausgelöst und unter anderem in die Sedlmayr Grund und Immobilien KGaA überführt. 2004 schlossen sich AmBev und Interbrew zu InBev zusammen. Sämtliches Marketing und der Vertrieb der Spaten-Löwenbräu-Gruppe werden seit 2007 aus der Deutschlandzentrale der InBev-Gruppe in der Brauerei Beck in Bremen gesteuert.
2008 verhandelte die Radeberger-Gruppe mit dem Eigentümer über den Kauf der Brauerei. Im Oktober 2010 bestätigte die Brauerei, die Umzugspläne innerhalb des Stadtgebietes nach Langwied verworfen zu haben. Im Jahr 2012 bestätigte die Paulaner-Gruppe, das Gelände in Langwied für ihren Umzug aus dem Stadtgebiet heraus nutzen zu wollen.
Aufgrund von abgeschlossenen Pacht- und Brauverträgen zwischen der Löwenbräu AG und der Spaten-Franziskaner-Bräu GmbH erfolgt die Produktion über die Spaten-Franziskaner-Bräu GmbH allerdings in den verbliebenen Produktionsstätten der Löwenbräu AG. Aufgrund dieser Verträge tritt die Löwenbräu AG selbst als Pachtbetrieb und ohne eigene Mitarbeiter auf.

## Produktion

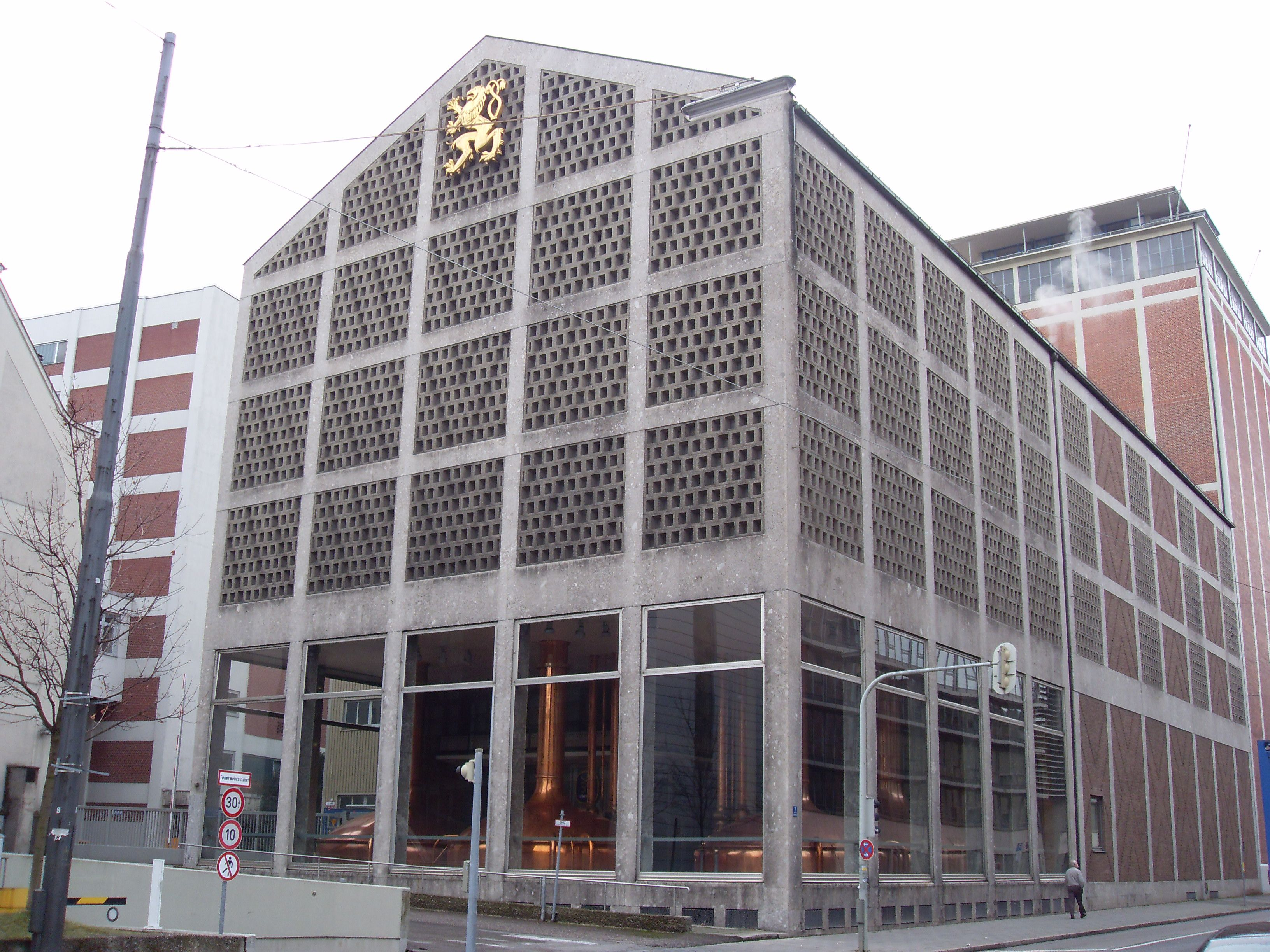
Löwenbräu-Brauhaus Nymphenburger- und Sandstraße (2009)

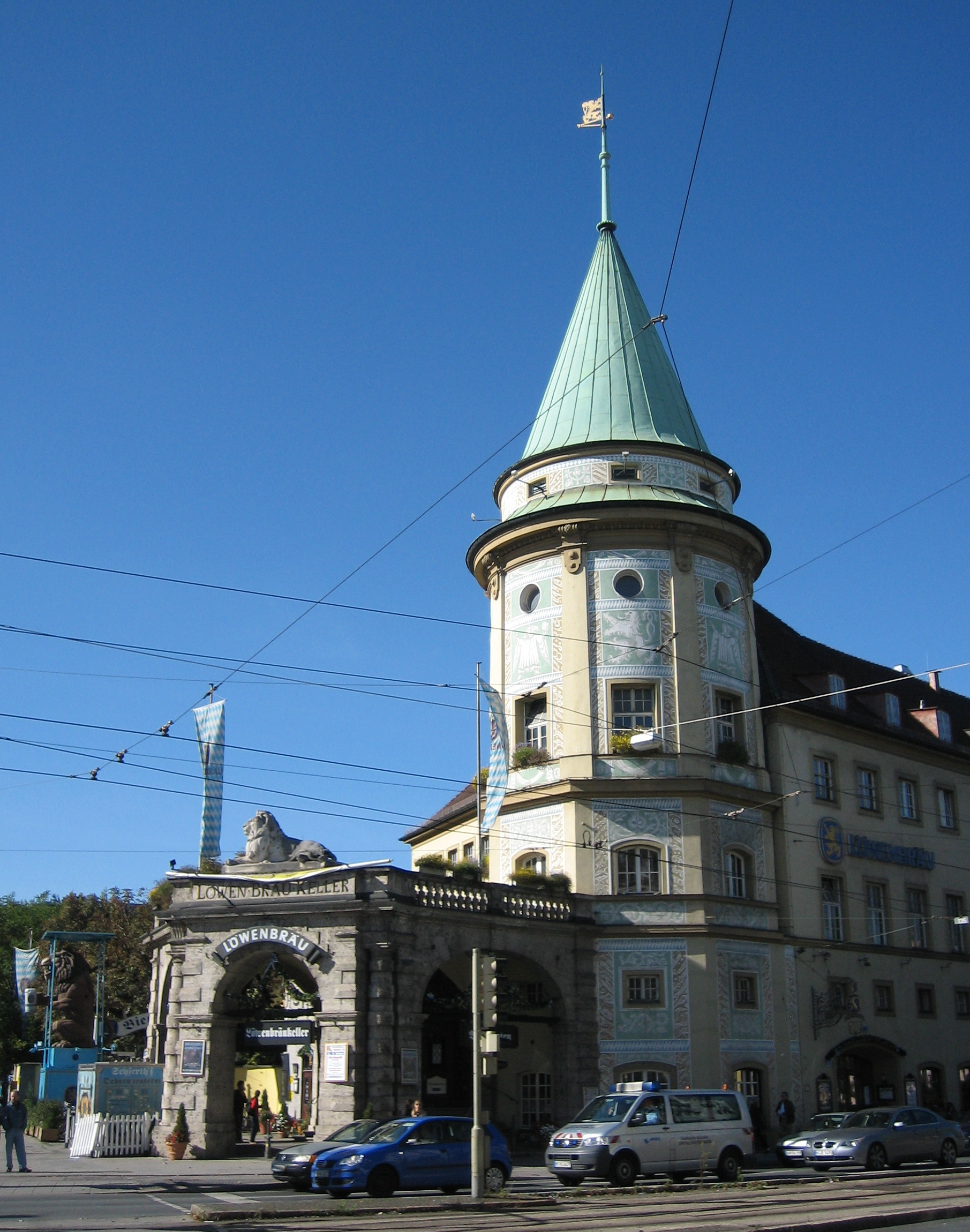
Der Löwenbräukeller in der Nymphenburger Straße 2 in München (2006)

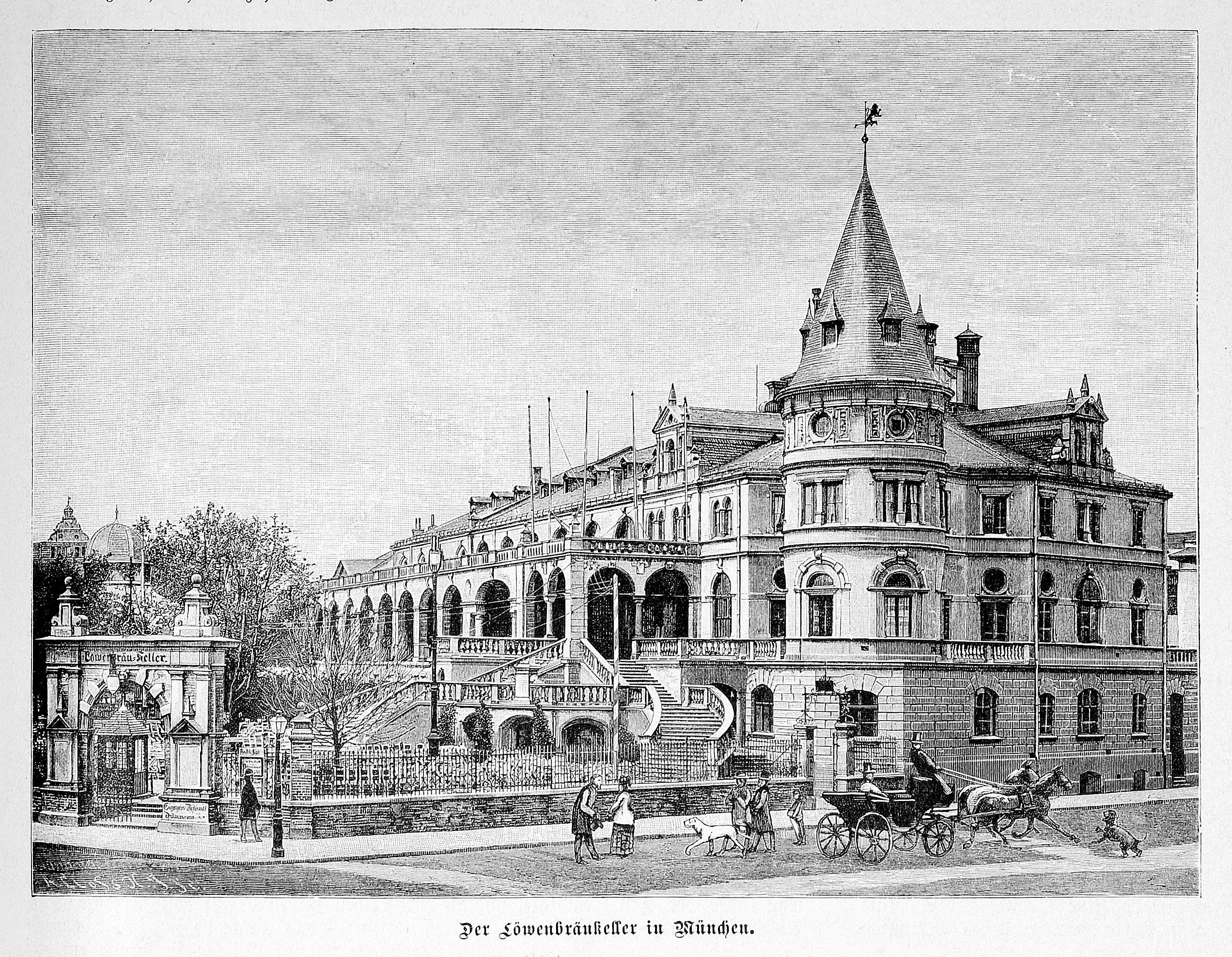
Der Löwenbräukeller in der Nymphenburger Straße 2 in München (1888) aus Die Gartenlaube

Die Abfüllung wurde von der Nymphenburger Straße in das nun angemietete Brauereigelände von Spaten-Franziskaner in der Marsstraße verlegt. Das dortige Sudhaus Spaten wurde 2005 stillgelegt. Die Betriebsgebäude der Abfüllerei an der Dachauer/Sand-/Nymphenburger Straße wurden 2007 für eine Neubebauung (Nymphenburger Höfe) zum großen Teil abgerissen.
Die einzig verbliebenen Gebäude der ursprünglichen Brauerei sind das Sudhaus und der Gärkeller im Bereich Karl-/Nymphenburger/Sandstraße und der denkmalgeschützte Löwenbräukeller an der Ecke Dachauer/Nymphenburger Straße. Die Gebäude sind nicht mehr im Eigentum der Brauerei, sie ist darin nur Mieter. Heute ist die Löwenbräu AG innerhalb der InBev-Familie nur eine lokale Brauerei. Im Verbund der Spaten-Löwenbräu-Gruppe werden in dem verblieben Sudhaus alle Biere der Gruppe produziert: Spaten, Franziskaner, Löwenbräu und Beck’s.

## Altmünchner Brauereien
Folgende Brauereien sind direkt oder indirekt in der Löwenbräu AG aufgegangen:
- Sollerbräu (1836)
- Filserbräu (1844)
- Lodererbräu (1863)
- Mathäserbräu (1907)
  - Fuchsbräu
- Bürgerliches Brauhaus (1921)
  - Zengerbräu
    - Angerklosterbräu
- Unionsbrauerei Schülein & Cie. (1921)
  - Münchner Kindl Brauerei
    - Metzger Bräu
    - Singlspieler Bräu
    - Löwenhauser Bräu

## Feierlichkeiten

### Oktoberfest

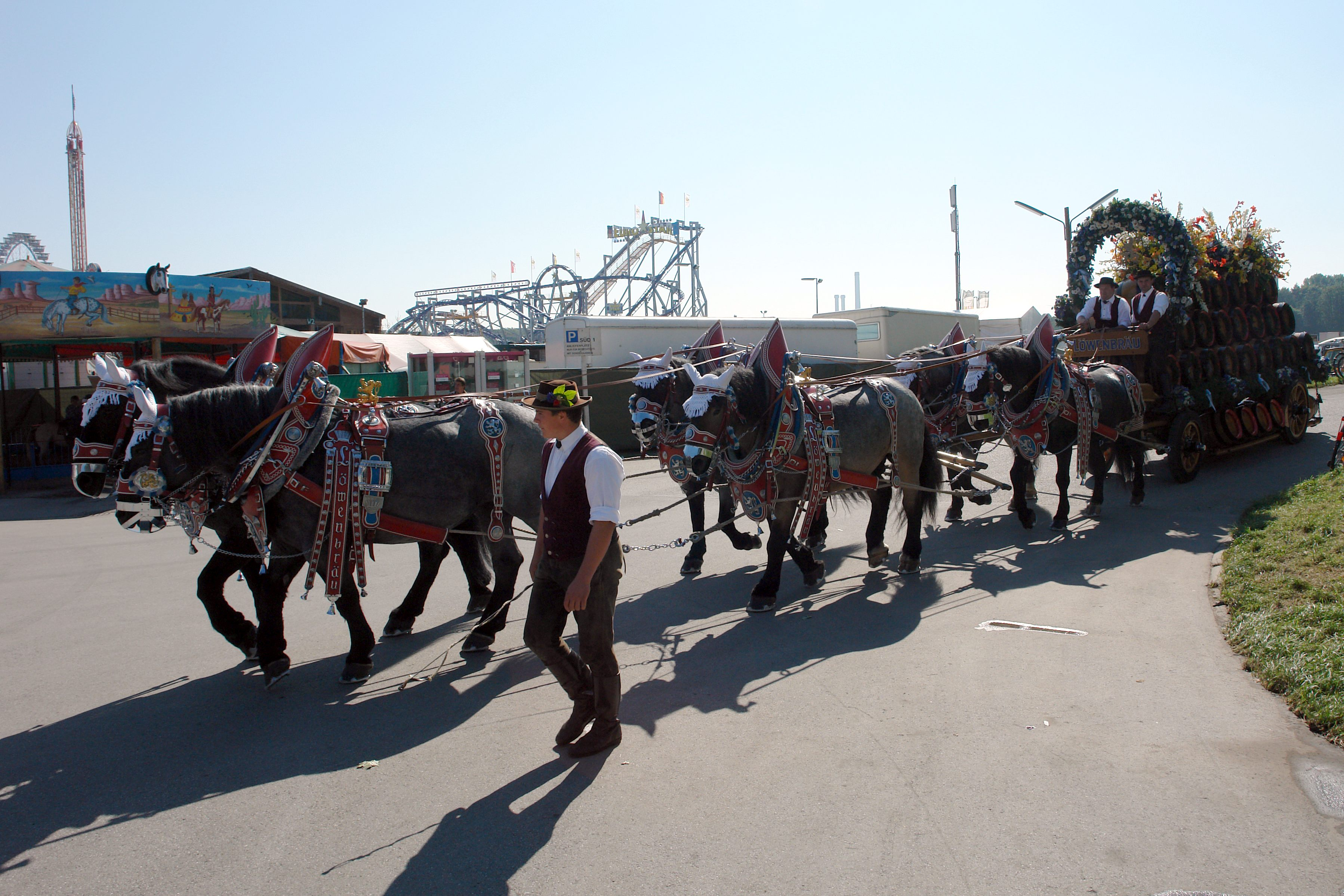
Brauereiwagen beim Oktoberfest-Trachtenzug 2006

Der Löwenbräu-Brauerei gehört von den großen Festzelten das Löwenbräu-Festzelt. Pächter und Betreiber des Löwenbräu Festzeltes ist Stefanie Spendler.
Des Weiteren beliefert die Löwenbräu noch das Schützenfestzelt – die Betreiber sind Eduard und Claudia Reinbold (Stand 2011).

### Triumphator Starkbierprobe
Die Triumphator Starkbierprobe ist ein seit 1951 jährlich stattfindender Starkbieranstich des Löwenbräu. Er findet traditionell mittags im Löwenbräukeller statt. Wie auf dem Nockherberg, auf welchem das Starkbier der Paulaner (Brauerei) organoleptisch geprobt wird, steht auch hier das kabarettistische Programm mit dem „Derblecken“ im Vordergrund. Bei der Triumphator Starkbierprobe wird in der Fastenzeit vor Ostern das Starkbier analog wie auch am Nockherberg ausgeschenkt und mit Rahmenprogramm wie dem traditionellen Stoahebn und Musikprogramm im Festsaal begleitet.
2013 kommentierte den Christian Springer das Geschehen mit seiner Figur Fonsi, Kassenwart von Schloss Neuschwanstein, daneben traten u. a. auch Lizzy Aumeier oder Herbert und Schnipsi auf.

## Produkte
- Löwenbräu
  - Löwenbräu Original
  - Löwenbräu Dunkel
  - Löwenbräu Triumphator (Bockbier)
  - Löwenbräu Alkoholfrei
  - Löwenbräu Urtyp

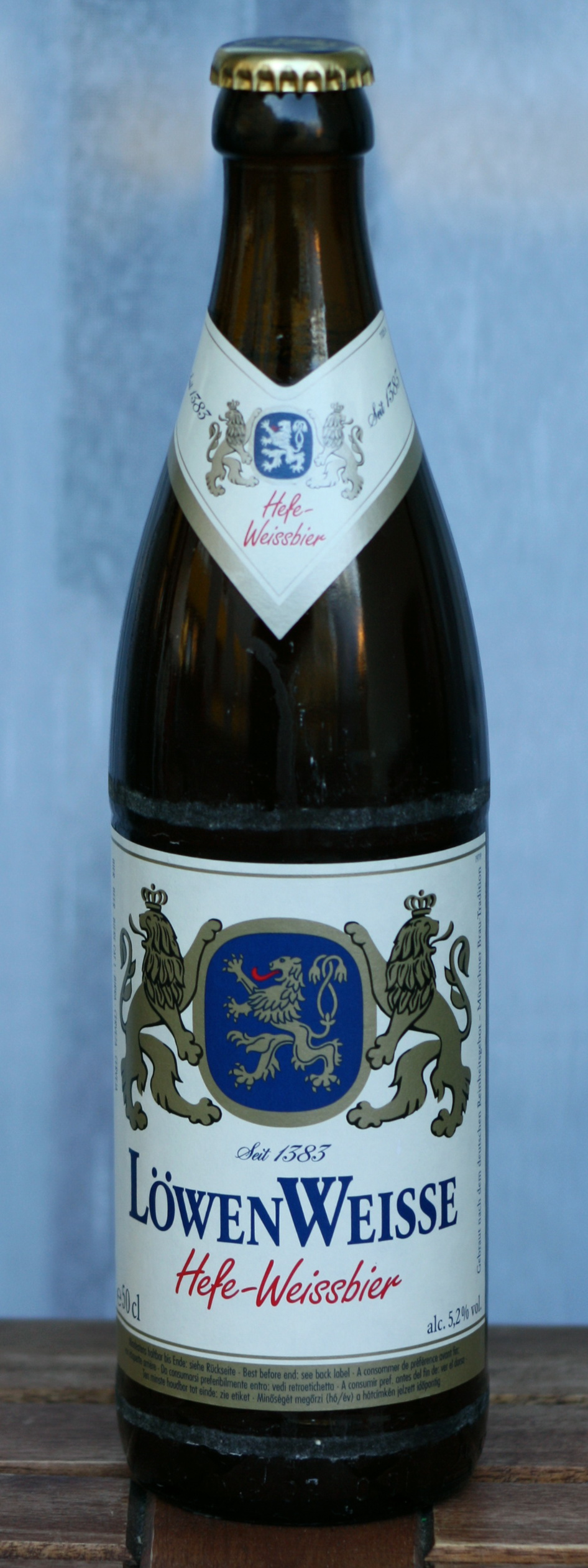
Löwenbräu Weissbier

  - Löwenbräu Löwen Weisse Hefe-Weißbier
  - Löwenbräu Radler
  - Löwenbräu Oktoberfestbier

- Spaten
  - Spaten Münchner Hell
  - Spaten Oktoberfestbier
  - Spaten Alkoholfrei

- Spatenbräu im US-Markt
  - Spaten Dunkel (Export)
  - Spaten Oktoberfestbier
  - Spaten Optimator (Bockbier)
  - Spaten Premium Lager (Export)

- Franziskaner
  - Franziskaner Hefe Weissbier Naturtrüb
  - Franziskaner Hefe Weissbier Dunkel
  - Franziskaner Hefe Weissbier Leicht
  - Franziskaner Weissbier Kristallklar
  - Franziskaner Hefe Weissbier Alkoholfrei
  - Franziskaner Royal
  - Franziskaner Kellerbier
  - Franziskaner Alkoholfrei Holunder
  - Franziskaner Alkoholfrei Zitrone
  - Franziskaner Alkoholfrei Blutorange

- Beck’s

Für den Export nach Italien wird das Beck’s-Bier in München bei Löwenbräu hergestellt.

## Löwenbräu im Ausland
1983 wurden weltweit rund 4 Millionen Hektoliter Löwenbräu verkauft. Nur 1,3 Mio. hl wurden aber in München gebraut, die restlichen 2,7 Mio. hl wurden von Lizenzpartnern in den USA, Griechenland, Schweden, Panama, Georgien, Hong Kong und Japan gebraut. In den USA war der Lizenznehmer die Miller-Brauerei, in Großbritannien seit 1977 die Allied-Lyons. Bis 1999 sanken die Ausstoßzahlen von Löwenbräu kontinuierlich, es wurden nur noch 677.000 hl in Lizenz gebraut. Zusammen mit allen Fremd- und Lizenzbieren sowie der alkoholfreien Getränke hat Löwenbräu 1,86 Mio. Hektoliter verkauft.
Ab 1999 wurde Löwenbräu in Lizenz bei der Labatt Brewing Company in Kanada gebraut.
Im Ausland nahm die Bedeutung der Marke Löwenbräu ständig ab. Heute vermarktet AB-InBev Löwenbräu als „Lokale Marke“.

## Auszeichnungen
- 2016: Goldpreis beim World Beer Cup in der Kategorie Münchner-Style Helles, für Löwenbräu Original.[25]
- 2016: Goldpreis beim World Beer Cup in der Kategorie German-Style Wheat Ale, für Franziskaner Weißbier Royal.[25]
- 2014: Bronzepreis beim World Beer Cup in der Kategorie Münchner-Style Helles, für Löwenbräu Original.[26]
- 2014: Silberpreis beim World Beer Cup in der Kategorie German-Style Dark Wheat Ale, für Franziskaner Hefe-Weissbier Dunkel.[26]

## Rezeption
Im Roman „Der Stechlin“ von Theodor Fontane (Berlin, 1899) steht im 15. Kapitel: „.. das gefällige Wort «Löwenbräu» stand. .. «daß man ein echtes Münchener überhaupt nur noch in Berlin tränke.» ..“
In Anlehnung an Löwenbräu trägt die amerikanische Rockband Mötley Crüe die zwei Umlaute im Namen, Löwenbräu war zur Zeit der Gründung das Lieblingsbier der Band.
Das Löwenbräu wird im Volksmund auch gerne „Lätschenbräu“ genannt, um humoristisch auf die eher mäßig empfundene Bierqualität hinzuweisen.
Im Film Scarface mit Al Pacino sind Kartons mit der Aufschrift Löwenbräu zu sehen.
In der 17. Folge der 2. Staffel der amerikanischen Fernsehserie Miami Vice, die zu einem hohen Anteil auf und am Stadtrundkurs des Miami IMSA GTP-Rennens gedreht wurde, ist Löwenbräu-Werbung auf Banden, Bannern und dem Rennwagen eines der Hauptdarsteller dieser Episode zu sehen.